# 아르베도-카스티오네
아르베도-카스티오네(독일어: Arbedo-Castione)는 스위스 티치노주의 벨린초나구에 있는 자치체이다.

## 지리
아르베도-카스티오네의 면적은 1997년 기준으로 21.28k㎡이다. 이 지역 중 1.27k㎡ (6.0%)가 농업 목적으로 사용되는 반면 16.51k㎡ (77.6%)는 산림이다. 나머지 토지 중 1.88k㎡ (8.8%)가 정착(건물 또는 도로), 0.39k㎡ (1.8%)가 강 또는 호수이며, 0.86k㎡ (4.0%)는 비생산적인 토지이다.
건축면적 중 공업용 건물이 전체 면적의 1.8%, 주택과 건물이 2.9%, 교통 기반시설이 2.8%를 차지했다. 전력과 수자원 기반시설과 기타 특별 개발 지역이 면적의 1.3%를 차지했다. 산림면적 중 74.5%는 산림이 우거져 있고, 1.6%는 과수원이나 작은 나무 군락으로 덮여 있다. 농경지 중 2.6%는 작물 재배에 사용되며, 2.9%는 고산 목초지에 사용된다. 시정촌의 물 중 0.2%는 호수에, 1.6%는 강과 시내에 있다. 비생산적인 지역 중 3.1%는 비생산적인 식물이다.
시정촌은 몰리네라봉 남쪽의 테신강과 합류하는 모에사강 좌안의 벨린초나구에 있다. 시정촌은 아르베도와 카스티오네의 마을로 구성되어 있다.

## 인구통계
2020년 12월 기준, 아르베도-카스티오네의 인구는 5,024명이다. 2008년 기준으로 인구의 29.5%가 외국인이다. 1997년부터 2007년까지 지난 10년 동안 인구는 3.6%의 비율로 변화했다. 2000년 기준, 인구 대부분은 이탈리아어 (88.8%)를 사용하며, 독일어가 두 번째로 많이 사용(3.7%)하고 세르보-크로아티아어가 세 번째(2.4%)이다.
2000년 기준, 스위스 공용어 중 139명이 독일어, 43명이 프랑스어, 3,313명이 이탈리아어를 사용한다. 나머지(234명)는 다른 언어를 사용한다.
2008년 기준으로 인구의 성별 분포는 남성 49.7%, 여성 50.3%이다. 인구는 1,411명의 스위스 남성(인구의 33.6%)과 678명(16.1%)의 비스위스계 남성으로 구성되었다. 스위스 여성은 1,583명(37.7%), 비스위스계 여성은 528명(12.6%)이었다.
2008년에는 스위스 시민이 22명, 비스위스계 시민이 9명이었고, 같은 기간에 스위스 시민이 22명, 비스위스계 시민이 3명이었다. 이민과 이주를 무시하면, 스위스 시민의 인구는 그대로 유지되고, 외국인 인구는 6명 증가했다. 스위스에서 다른 나라로 이주한 스위스 남자 1명, 스위스에서 다른 나라로 이주한 스위스 여자 1명, 스위스에서 다른 나라로 이주한 비스위스계 남자 31명이 있었다. 스위스에서 다른 나라로 이주한 15명의 비스위스계 여성. 2008년 전체 스위스 인구 변화(모든 출처에서)는 62명이 증가했고, 비스위스계 인구 변화는 53명이 증가했다. 이는 2.9%의 인구 증가율을 나타낸다.
2009년 기준 아르베도-카스티오네의 연령 분포는 다음과 같다. 387명(인구의 9.2%)이 0~9세이고 411명(9.8%)이 10~19세이다. 성인 인구 중 492명(인구의 11.7%)이 20~29세이다. 549명(13.1%)은 30~39세, 742명(17.7%)은 40~49세, 612명(14.6%)은 50~59세이다. 고령자 분포는 500명(인구의 11.9%)이 60세 이상이다. 69세는 338명(70~79세 8.0%, 80~89세 169명(4.0%)
2000년 기준으로 시정촌에는 1,452세대의 개인가구가 있고, 가구당 평균 2.5명이다. 2000년에는 총 935채의 주거용 건물 중 695채(전체의 74.3%)가 단독주택이었다. 2세대(12.8%)가 120채, 다가구(9.3%)가 87채였다. 또한 시정촌에는 다목적 건물(주거 및 상업용 또는 기타 목적으로 사용)인 33개의 건물이 있었다.
2008년 시정촌 공실률은 0.91%였다. 이 중 상시 분양 아파트는 1,431세대(전체의 88.4%), 비수기 분양 아파트는 107세대(6.6%), 공실은 80세대(4.9%)였다. 2000년에 1,618개의 아파트가 시정촌에 있었다. 가장 흔한 아파트 규모는 방 4개짜리 아파트가 626개였다. 1인실 아파트가 62개, 5개 이상 아파트가 384개였다. 2007년 기준 신규주택 건설률은 인구 1,000명당 9.7세대이다.
역사적 인구는 다음 표에 나와 있다.
| 년도 | 인구  |
| ---- | ----- |
| 1801 | 420   |
| 1836 | 565   |
| 1850 | 801   |
| 1900 | 1,042 |
| 1950 | 1,335 |
| 2000 | 3,729 |

## 국가중요문화재
S. Paolo detta Chiesa Rossa 교회는 국가적으로 중요한 스위스 문화 유산으로 등록되어 있다.

## 정치
2007년 연방선거에서 가장 인기 있는 정당은 30.47%의 득표율을 기록한 FDP였다. 다음으로 가장 인기 있는 세 정당은 SP (22.37%), CVP (19.66%), 티치노 리그 (14.3%)였다. 이번 연방 총선에서는 총 1,080표가 나왔고, 투표율은 46.6%였다.
2007년 티치노 대평의회 선거에서 아르베도-카스티오네에는 총 2,312명의 등록 유권자가 있었고, 그중 1,584명(68.5%)이 투표했다. 23개의 백지 투표와 3개의 무효 투표가 이루어졌으며 선거에서 1,558개의 유효한 투표가 남았다. 가장 인기 있는 정당은 368표(23.6%)를 얻은 PLRT였다. 다음으로 가장 인기 있는 세 파티는 다음과 같다. SSI(365 또는 23.4%), PS (270 또는 17.3%) 및 LEGA (226 또는 14.5%).
2007년 티치노 국무위원 선거에서 13개의 백지 투표용지와 6개의 무효 투표용지가 있어 선거에서 1,566개의 유효한 투표용지가 남았다. 가장 인기 있는 정당은 333표(21.3%)를 얻은 PLRT였다. 다음으로 가장 인기 있는 세 파티는 다음과 같다. PS(329 또는 21.0% 포함), LEGA(314 또는 20.1% 포함) 및 SSI(311 또는 19.9% 포함).

## 경제
2007년 현재 아르베도-카스티오네의 실업률은 4.81%이다. 2005년 기준으로 1차 경제 부문에 23명이 고용되어 있으며, 이 부문에 약 10개 기업이 관여하고 있다. 393명이 2차 부문에 고용되어 있고 이 부문에 42개의 기업이 있다. 788명이 3차 부문에 고용되어 있으며, 이 부문에는 93개의 기업이 있다.
1,767명의 지자체 거주자가 일정 수준으로 고용되었으며, 그중 여성이 노동력의 38.5%를 차지했다. 2000년 기준 자치단체로 통근하는 근로자는 439명, 출퇴근자는 1,350명이었다. 지자체는 근로자의 순수출 지자체로, 들어오는 1명당 약 3.1명의 근로자가 지자체를 떠나고 있다. 아르베도-카스티오네에 들어오는 인력의 약 6.6%가 스위스 외부에서 온다.
근로 인구 중 11.1%는 대중교통을 이용해 출근했고 64.2%는 자가용을 이용했다.
2009년 현재, 아르베도-카스티오네에는 1개의 호텔이 있다.

## 종교

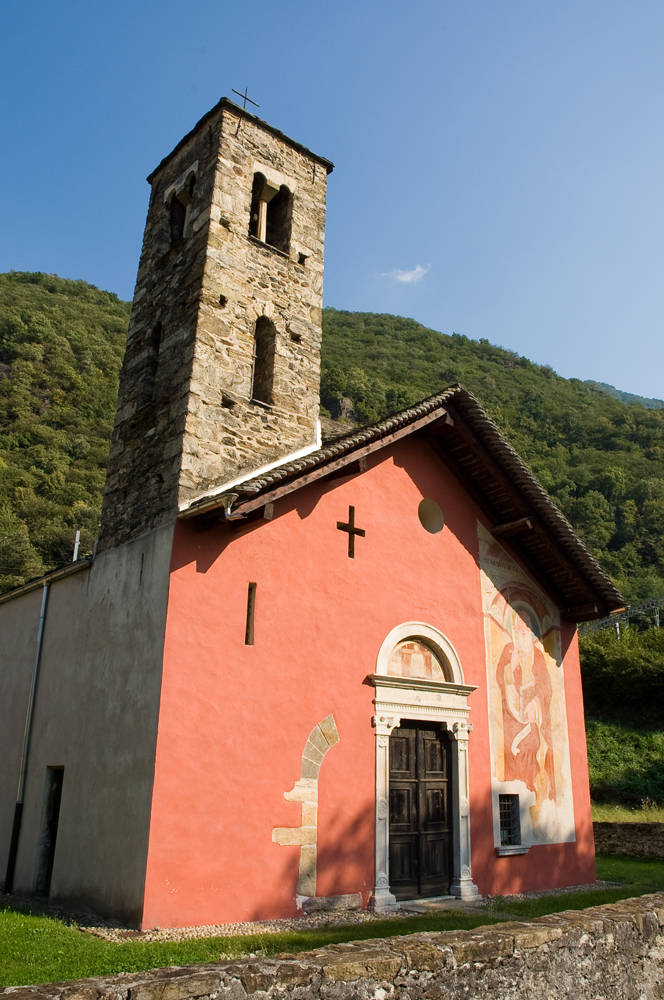
산 파올로 성당은 치에사 로사로도 알려져 있다.

2000년 인구 조사에 따르면 2,961명(79.4%)이 로마 가톨릭 신자이고, 156명(4.2%)이 스위스 개혁 교회에 속해 있다. 인구 조사에 등재되지 않은 다른 교회에 속해 있는 461명(인구의 약 12.36%)이 있고, 151명(인구의 약 4.05%)이 질문에 답하지 않았다.

## 교육
전체 스위스 인구는 일반적으로 교육 수준이 높다. 아르베도-카스티오네에서는 인구의 약 58.1%(25-64세)가 비필수 고등교육 또는 추가 고등교육(대학 또는 응용학문대학)을 완료했다.
2009년 기준, 아르베도-카스티오네에는 총 682명의 학생이 있다. 티치노 교육 시스템은 최대 3년의 비필수 유치원을 제공하며, 아르베도-카스티오네에는 유치원에 126명의 어린이가 있다.
초등학교 프로그램은 5년 동안 지속되며 표준 학교와 특수 학교가 모두 포함된다. 시정촌에서는 163명의 학생이 표준 초등학교에 다니고, 15명의 학생이 특수 학교에 다니고 있다. 중학교 시스템에서 학생들은 2년 중학교에 다니고, 2년 예비 견습 과정을 거치거나 고등 교육을 준비하기 위해 4년 프로그램에 참석한다. 중학교 2년제 학생은 162명, 예비 견습생은 1명이며, 4년제 고급과정 학생은 73명이다.
상위 중등 학교에는 여러 옵션이 있지만, 상위 중등 프로그램이 끝나면 학생은 직업을 찾거나 대학에 진학할 준비가 된다. 티치노에서 직업 학생은 인턴십 또는 견습 과정(3년 또는 4년 소요)을 수행하는 동안 학교에 다니거나 인턴십 또는 견습기간(풀타임 학생으로 1년 또는 1년 반이 소요됨)을 거쳐 학교에 다닐 수 있다. 파트타임 학생으로 2년) 전일제 학교에 다니는 직업계 학생은 35명, 시간제 학생은 92명이다.
전문 프로그램은 3년 동안 진행되며 공학, 간호, 컴퓨터 과학, 비즈니스, 관광 및 이와 유사한 분야의 직업을 위해 학생을 준비시킨다. 전문 프로그램에는 15명의 학생이 있다.
2000년 기준, 아르베도-카스티오네에는 다른 지자체에서 온 299명의 학생이 있었고, 165명의 주민들은 지자체 외부의 학교에 다녔다.

## 교통
아르베도-카스티오네는 시정촌 내에 위치한 카스티오네-아르베도역에서 운행된다. 역은 고트하르트 철도와 페로비아 메소코 관광 철도에 있다.